# كريس كاروثرز
كريس كاروثرز (بالإنجليزية: Chris Carruthers)‏ هو لاعب كرة قدم بريطاني في مركز ظهير، ولد في 19 أغسطس 1983 في Kettering ‏ في المملكة المتحدة. شارك مع منتخب إنجلترا تحت 20 سنة لكرة القدم. أما مع النوادي، فقد لعب مع أكسفورد يونايتد ونادي بريستول روفيرز ونادي غيتزهد ونادي كرولي تاون ونادي كوربي تاون ونادي كيترينغ تاون ونادي هيرفورد ونادي يورك سيتي ونورثامبتون تاون وهورنتشورتش.

## وصلات خارجية
- كريس كاروثرز على موقع الاتحاد الدولي (مؤرشف)  (الإنجليزية)
- كريس كاروثرز على موقع قاعدة بيانات كرة القدم.إي يو (الإنجليزية)
- كريس كاروثرز على موقع Soccerbase.com (لاعب) (الإنجليزية)
- كريس كاروثرز على موقع Soccerway.com (الإنجليزية)
- كريس كاروثرز على موقع عالم كرة القدم.نت (الإنجليزية)